# Мадона дела Провиденца (Модена)
Мадона дела Провиденца је насеље у Италији у округу Модена, региону Емилија-Ромања.
Према процени из 2011. у насељу је живело 203 становника. Насеље се налази на надморској висини од 52 м.